# Tihomir Franković
Tihomir Franković, hrvatski veslač, svjetski prvak 1994, osvajač brončane medalje na Olimpijskim igrama u Sydneyu 2000. godine. 1994. bio je član posade M2+ koja je postavila najbolje svjetsko vrijeme, 6:42.16, koje je držala sljedećih 20 godina.